# Cristóbal Bordiú y Góngora
Cristóbal Bordiú y Góngora (Saragossa, 21 de juliol de 1798 - Madrid, 16 de juliol de 1872) fou un polític espanyol, ministre durant el regnat d'Isabel II d'Espanya.
Treballà com a funcionari i destacà com a jurista. Fou destinat a la província d'Almeria, on com a secretari de la Junta de Foment Provincial va redactar el projecte d'embassament a Angosturas de Galáchar (Alhama de Almería). Fou elegit diputat per Almeria en 1844 i per Saragossa en 1851. El 1847 fou nomenat Director General d'Agricultura, Indústria i Comerç pel govern moderat, i en 1852 fou ministre de la Governació en el gabinet de Juan Bravo Murillo.
El seu fill, Luis Bordiú y Garcés Marcilla, va rebre el marquesat de Villaverde.

## Obres
- Cuestiones políticas y administrativas (1836)
- Noticia general y razonada de los trabajos ejecutados en el Ministerio de Comercio, Instrucción y Obras Públicas, en el de Hacienda y en la Presidencia del Consejo de Ministros durante los periodos de tiempo que estuvieron á cargo del Excmo. Señor D. Juan Bravo Murillo (Madrid, 1858).